# The Hockey Stick and the Climate Wars
The Hockey Stick and the Climate Wars: Dispatches from the Front Lines est un livre de 2012 sur le changement climatique du climatologue et géophysicien américain Michael E. Mann. Dans le livre, il décrit comment il est devenu un chercheur enquêtant sur le record de température des 1 000 dernières années et est l'auteur principal, avec Raymond S. Bradley (en) et Malcolm K. Hughes, du graphique en crosse de hockey. Il explique de manière concise les bases de la science du climat, y compris la méthodologie statistique traitant des données proxy paléoclimatiques, et examine les tactiques que les opposants à l'action sur le changement climatique utilisent pour déformer la science et attaquer la réputation des climatologues. Le livre décrit à la fois cette controverse et le contexte plus large du scepticisme vis-à-vis de la science et des opposants rejetant les preuves de l'influence humaine sur le climat.
Le livre a été choisi par l'éditeur de livres de Physics Today, Jermey Matthews, comme l'un des cinq meilleurs livres sur les 49 examinés en 2012.

## Accueil et critiques
Publishers Weekly décrit le livre comme un « mémoire méticuleux et engageant sur la recherche sur le changement climatique et la réaction politique contre le travail scientifique légitime », avec une tendance à un langage trop technique compensée par « de charmantes anecdotes personnelles de sa vie et de son travail ». Kirkus Reviews le qualifie de « récit important et troublant » au regard des tentatives de semer le doute sur la science du climat, et déclare que « cette mise en accusation fulgurante de chicanerie financée par les entreprises exige un large public ».
Pour Simon Lewis, examinant le livre pour Nature, celui-ci est devenu « captivant » en ce qui concerne la recherche qui a produit le graphique en crosse de hockey, avec « le témoignage choquant de première main de Mann sur les tentatives répétées de le discréditer lui et son travail donne à son livre le pouvoir ». Tout en étant fondamentalement d'accord avec Mann, Lewis n'est pas à l'aise à l'idée de voir le différend comme une « guerre climatique » binaire, préférant la métaphore moins polarisée d'un « combat de rue ». Dans le magazine Geoscientist de la Société géologique de Londres, Colin Summerhayes décrit Mann comme « un pionnier dans l'analyse des enregistrements indirects du changement climatique couvrant les 1 000 dernières années » dont les premiers travaux avaient attiré des attaques injurieuses, mais avaient été soutenus par des études ultérieures, et « recommande chaleureusement ce livre pour une vision inhabituellement claire de l'action en première ligne de la science du climat ».
Rudy M. Baum, dans le magazine de l'American Chemical Society, déclare que c'est « l'un des livres les plus utiles à ce jour pour expliquer la science du climat », en particulier la paléoclimatologie, ainsi que pour examiner « les tactiques utilisées par les négationnistes du changement climatique pour déformer la science du climat et salir la réputation des climatologues ». Les explications utiles des concepts sont étayées par de nombreuses citations et notes, et bien que les lecteurs occasionnels ne se tournent pas vers ces pages, les notes comprennent des informations importantes. Michael Marshall, journaliste de la rubrique environnement pour le New Scientist, déclare que bien que d'autres études aient montré que le graphique en crosse de hockey était essentiellement correct, il a fait l'objet d'attaques persistantes sur des problèmes statistiques que le livre explique en détail, un matériel de lecture difficile qui « sera inestimable pour quiconque serait dans la confusion sur ce sujet ». C'est « une tentative admirable de raconter l'histoire des coulisses de l'une des batailles scientifiques les plus vicieuses d'aujourd'hui ».
Anne Jolis du Wall Street Journal déclare que le livre est en grande partie un « règlement de comptes avec quiconque a déjà douté de son intégrité ou de son travail : les groupes de réflexion faisant la promotion du libéralisme économique, les industriels, les « scientifiques à louer », « l'influence corruptrice de l'industrie », les médias et le public « non informés ». Donc, une longue liste », et décrit Mann comme un « scientifique devenu guerrier du climat ».